# François Gonord
François Gonord (1756 à Saint-Germain-la-Campagne - 1822 à Paris) est un dessinateur au crayon, silhouettiste, peintre de miniature sur porcelaine ou ivoire français.

## Biographie

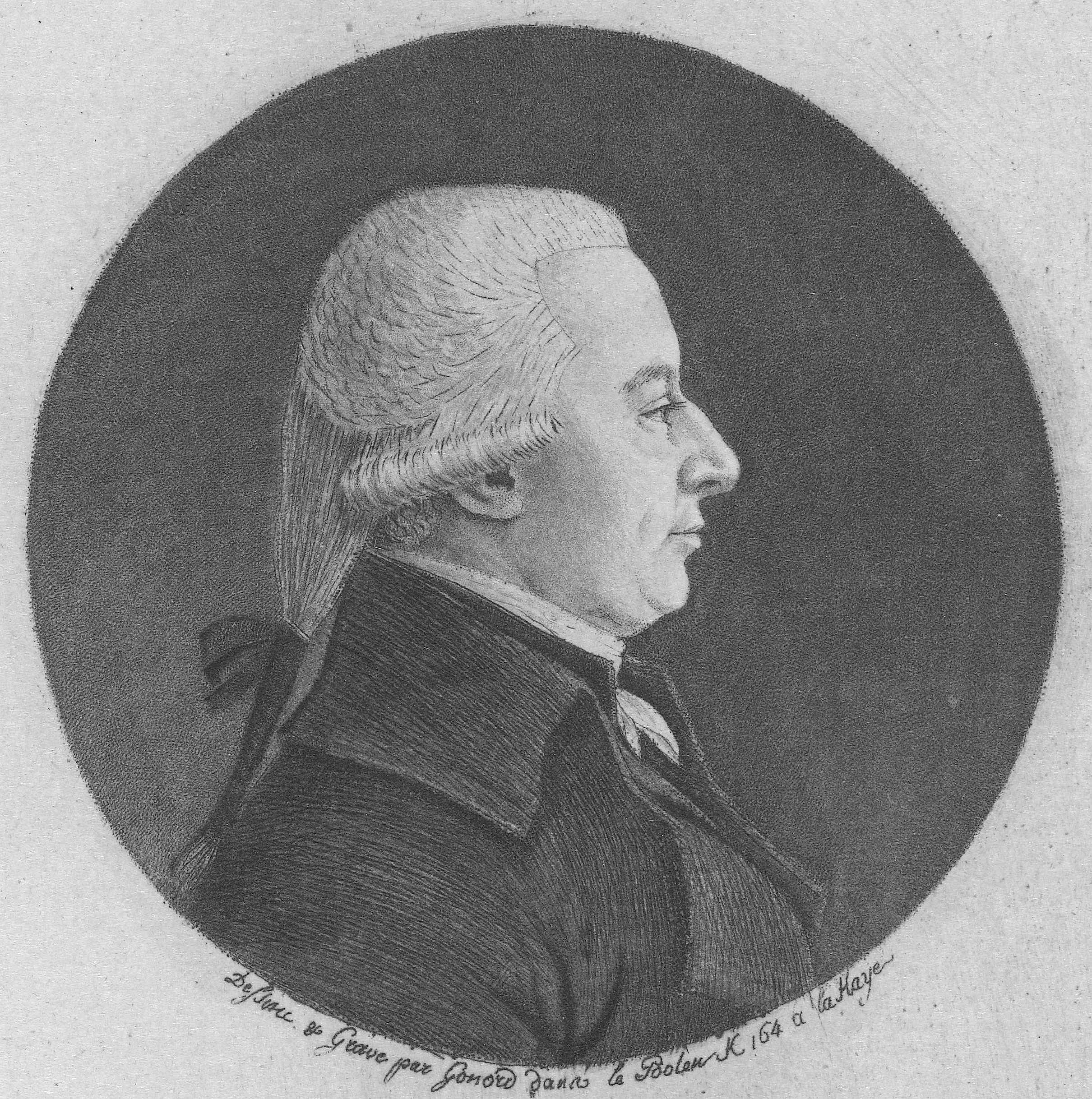
Portrait de Cornelis van Lennep par Gonord (1794-1800).

Fils du graveur Pierre Gonord, il vient très jeune à Rouen où il suit les cours de dessin de Jean-Baptiste Descamps. Il fit de rapides progrès qui lui permirent de s’établir à Paris, où il acquit bientôt une réputation comme peintre-miniaturiste et graveur.
Il fut l’un des premiers silhouettistes professionnels. Le 28 février 1788, Gonord fait paraître un avis dans le Journal de Paris il y indique « Premièrement il continuera de faire des portraits à la Silhouette … secondement il ajoute la coiffure et le genre de costume que l’on porte qu’il appelle silhouette à l’anglaise ». Il travailla aussi à Londres et Genève en 1789.
Son atelier au 167 du Palais-Royal était signalé par une enseigne figurant des silhouettes. Il est aussi connu pour avoir réalisé des portraits au physionotrace. Son portrait a été réalisé par Quenedey et Chrétien, pour lequel il fut assistant, avant de devenir son rival.
En l’an VIII (1799-1800), il fait paraître une annonce proposant une collection de portraits des membres composant le Corps législatif. Ce sont de petits médaillons sur fond noir, encadrés, au nombre de quarante sur chaque feuille ; il y en a quatre livraisons au moins. 
Il se rendit à Vienne en Autriche où il est connu pour son ouvrage De l’illustre noblesse de Vienne, d’Hongrie, et de Prague, contenant 1024. Silhouettes dessinées et dédiées à la même par François Gonord suivie d’une idée sur la physionomie A Vienne chez Jean Thomas de Trattner, 1781. Il se fixe à Paris en 1800.
On lui doit ensuite l’invention d’un procédé, ancêtre de la décalcomanie, permettant l'impression de gravure en taille douce sur porcelaine, avec une seule planche gravée, à partir de dessins de différentes dimensions.
En 1815, ses ressources pécuniaires s’étaient épuisées dans les sacrifices nécessités par le perfectionnement de son invention, il obtint du ministre de l’Intérieur, une gratification de 15 000 francs et un logement gratuit aux Quinze-Vingts. Il invente un procédé permettant d’imprimer sur porcelaine, principe de la décalcomanie avec une seule planche gravée en taille-douce, des dessins de différentes dimensions. En 1818, ayant amené sa découverte au point de perfection à laquelle il désirait atteindre, il prit un brevet et entra en pleine exploitation. Il travailla pour la manufacture de Sèvres. Il s’occupait aussi d’expériences pour le perfectionnement de la chambre noire, lorsque la mort vint le frapper, dans le courant de l’année 1822.